# Schloss Rosnochau

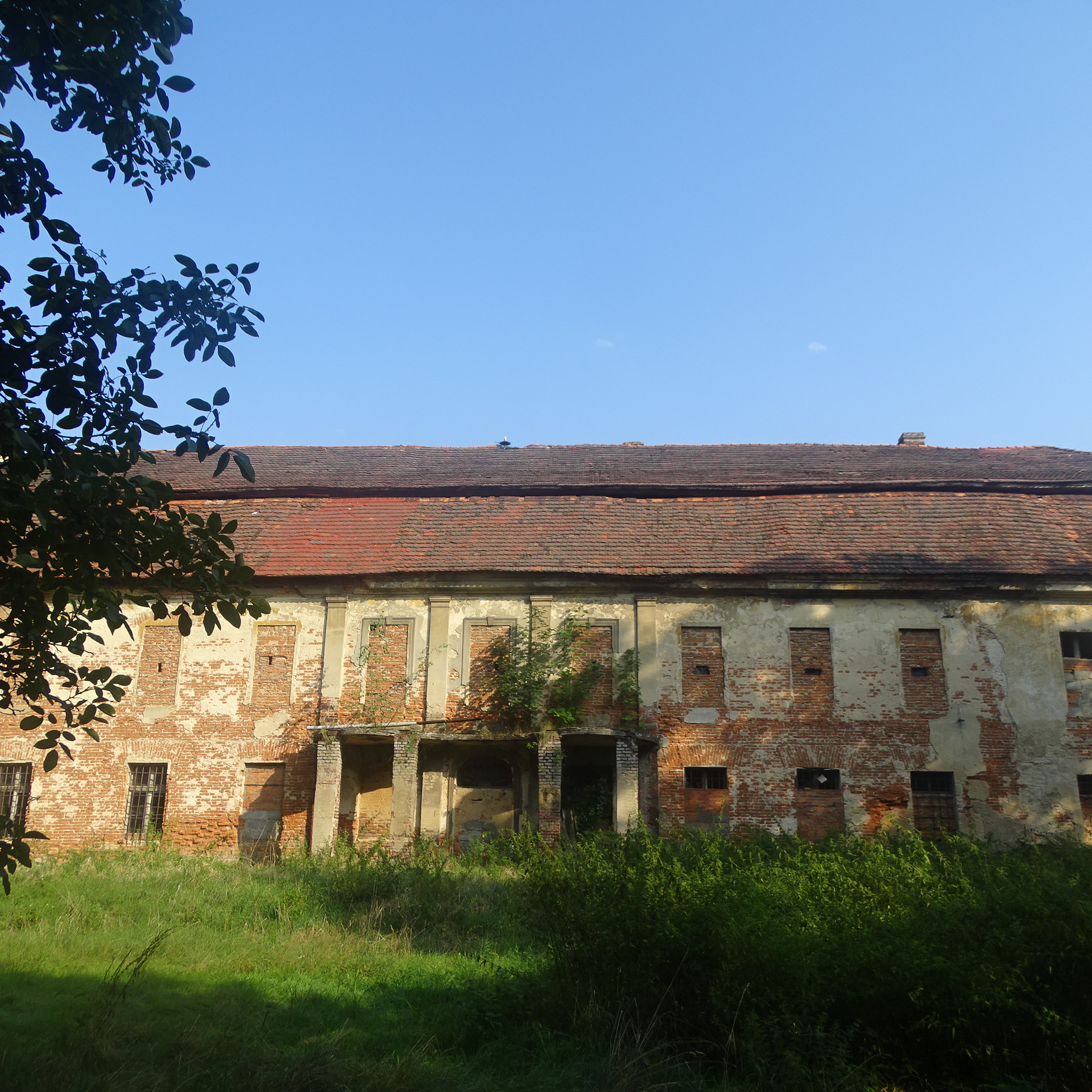
Schloss Rosnochau, Westfront (2020)

Das Schloss Rosnochau (polnisch Pałac Rozkochów) war eine Schlossanlage in Rosnochau (Rozkochów) im Powiat Krapkowicki der Woiwodschaft Opole in Polen. Historisch gehörte das Schloss Rosnochau zum Herzogtum Oppeln.

## Geschichte

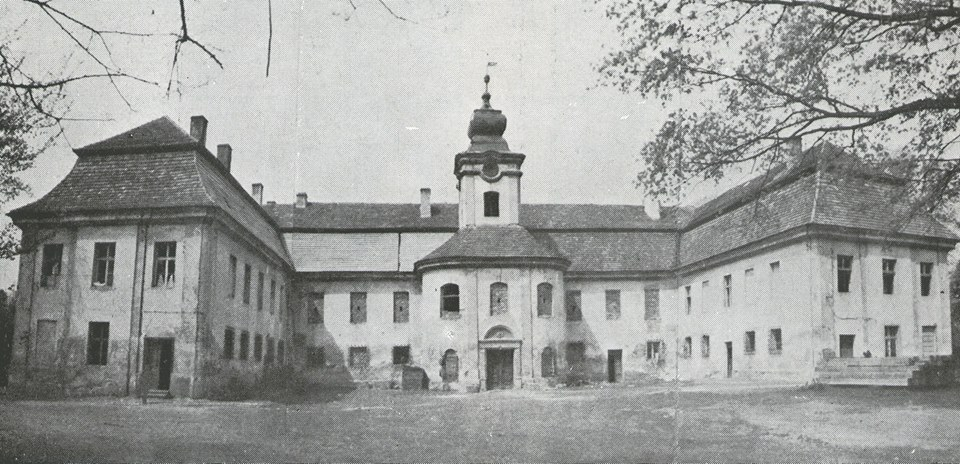
Schloss Rosnochau 1963

Das Schloss entstand vermutlich um 1734 unter den Grafen von Pückler. Zuvor bestand bereits ein Schlossbau, der im 16. Jahrhundert den Herren von Redern gehörte. Ende des 18. Jahrhunderts wurde das Schloss ausgebaut.
Nach dem Übergang an Polen als Folge des Zweiten Weltkriegs 1945 gehörte das Schloss ab 1945 zum Gestüt in Moszna. Zeitweise wurde der Schlossbau als Wohngebäude für Arbeiter genutzt. Mehrfach wechselte das Schloss in den folgenden Jahrzehnten den Besitzer. 1964 wurde der Schlossbau unter Denkmalschutz gestellt.

## Architektur
Das Schloss entstand im Stil des Spätbarocks als Dreiflügelanlage. Der zweigeschossige Schlossbau mit Mansardendach besitzt einen neunachsigen Mittelbau mit Seitenflügeln auf einem U-förmigen Grundriss. Zur Hofseite hin liegt ein dreiachsiger Vorbau mit Treppenhaus. Bekrönt ist dieser mit einem Turm, welcher ursprünglich eine Zwiebelhaube besaß. Hin zur Gartenseite besitzt das Schloss einen dreiachsigen Mittelrisalit und einen von Pfeilern getragenen Balkon. Hierunter haben sich Reste eine Sgraffitomalerei aus dem 17. Jahrhundert erhalten. Im Inneren besitzt der Schlossbau Tonnengewölbe und Kreuztonnengewölbe.

## Schlosspark
Angrenzend an die westliche und südliche Seite liegt der Schlosspark mit einer Größe von 16 Hektar. Der Park besitzt eine Vielzahl an alten exotischen Bäumen. Dieser steht seit 1988 unter Denkmalschutz.